# Thezinker
Thezinker (Kim Michael, født 20. november 1963) er en dansk kunstner. Thezinkers malerkunst er abstrakt og eksplosiv og kendt for lange titler, der har karakter af digte. Hans skulpturkunst er hovedsagelig figurativ og tager udgangspunkt i menneskekroppen, men indeholder også elementer, der er mere geometriske. Skulpturerne er udført i dels metalskrot, men består også af højt forarbejdede og teknologisk avancerede metalkonstruktioner. Thezinker kendes også for at udelade s fra alfabetet og erstatte det med z.

## Zinkglobal - The key to the future
Mest kendt er han for skulpturen "Zinkglobal - The key to the future", der i 2012 blev opstillet på Nordre Toldbod i København. Opstillingen af værket skabte en voldsom debat, da nogle, bl.a. arkitekten Christoffer Harlang mente, at værket skæmmede pladsen, og at beslutningsprocessen bag opstillingen ikke var udført af kompetente fagpersoner. På den anden side mente bl.a. kulturborgmester i København Pia Allerslev, at det var positivt, at kunstneren selv havde finansieret værket og i samarbejde med bl.a. By og Havn og ECCO havde realiseret det.

## Footprintz of the future
I 2013 udførte Thezinker en omfattende udsmykning af ECCOs Hotel og Konferencecenter i Tønder. Udsmykningen består af en række originale værker, hvor hovedværket er en 5 ton tung skulptur kaldet Footprintz of the future. Skulpturen forestiller to kæmpemæssige fødder.